# Фредерик Арагонский
Фредерик (Фадрике, Фридрих, Федерико) Арагонский (Сицилийский) (ок. 1401 — 29 мая 1438, Уруэнья) — 4-й граф де Луна (1409—1430), 6-й сеньор де Сегорбе (1409—1416), а также сеньор де Вильялон-де-Кампос, Архонилья и Архона, претендент на арагонский королевский трон.

## Ранняя жизнь
Фредерик был одним из двух внебрачных детей, признанных королем Сицилии Мартином Младшим. Его матерью была наложница отца, сицилийская дворянка Тарсия Риццани. В 1403 году Фредерик и его также незаконнорожденная сводная сестра по отцовской линии Виоланта были объявлены подопечными короны Арагона их дедом по отцовской линии, королем Арагона Мартином Старшим. Королевскому советнику Франсеску де Касасахе было приказано доставить их в Барселону и заботиться о них до тех пор, пока король и его жена Мария де Луна не решат, «как поступить с указанными сыном и дочерью». Королева Мария, бабушка детей, взяла на себя ответственность за их воспитание и образование. Несмотря на их незаконнорожденный статус, Фредерик и его сводная сестра были единственными внуками короля и королевы Арагона. Королева Мария де Луна умерла в 1406 году.

## Перспективы преемственности
В 1409 году умер король Сицилии Мартин Младший. Смерть его отца после смерти его законных сводных братьев оставила Фредерика единственным живым потомком мужского пола Мартина Старшего, ныне также короля Сицилии. Мартин Старший очень любил своего внука, но, тем не менее, осознавал, что его незаконнорожденность делала его претензии на арагонский престол значительно слабее, особенно по сравнению с претензиями ближайшего родственника по мужской линии, графа Хайме II Урхельского. Старый король намеревался обеспечить восшествие Фредерика, по крайней мере, на престол Сицилии . Таким образом, он стремился узаконить Фредерика при помощи папы римского, но умер от смеха через год после Мартина Младшего . Вопрос о престолонаследии еще не был решен, последовало междуцарствие. В 1412 году двоюродный брат Фредерика, инфант Фердинанд Кастильский, стал королем согласно Компромиссу в Каспе. Дворянство Сицилии предпочло Фредерика Фердинанду, но предложение сделать первого королем независимой Сицилии провалилось.

## Военная карьера
Фредерик был назначен графом Луны и произведен в адмиралы. В этом качестве он принял участие в экспедиции на остров Джерба под командованием инфанта Педро графа Альбуркерке, в 1425 году. Он также сопровождал армию короля Альфонсо Великодушного в Кастилию, чтобы освободить брата короля, инфанта Энрике, герцога де Вильена.
Фредерик возобновил свои претензии на престол в 1430-х годах, за что был заключен в тюрьму, а все его земли, включая графство Луна и город Сегорбе, были конфискованы. Он умер в заключении.
Он женился на Иоланде Луизе ди Мур, которую вскоре бросил.